# Revue archéologique d'Île-de-France
 (novembre 2010).
Si vous disposez d'ouvrages ou d'articles de référence ou si vous connaissez des sites web de qualité traitant du thème abordé ici, merci de compléter l'article en donnant les références utiles à sa vérifiabilité et en les liant à la section « Notes et références ».
La Revue archéologique d'Île-de-France (RAIF), dont le premier numéro a été publié en 2008, est une revue à caractère scientifique éditée par l'association « Les Amis de la RAIF ».
L'objectif de cette revue régionale est de présenter les résultats des fouilles archéologiques menées sur le territoire de l'Île-de-France, tant dans le cadre de l'archéologie préventive que de l'archéologie programmée. Elle couvre un champ chronologique allant du Paléolithique à l'époque contemporaine.
Soutenue financièrement par la Direction régionale des Affaires culturelles Île-de-France et par certains services archéologiques de collectivités (Conseils généraux des Hauts-de-Seine, de Seine-Saint-Denis et du Val-de-Marne), la RAIF se distingue dans le paysage éditorial de l'archéologie française par la pluralité institutionnelle des chercheurs engagés dans la création et dans la vie de la revue.
La composition du comité de lecture et du comité de rédaction, où tous les intervenants de l’archéologie régionale  sont représentés (collectivités territoriales, Direction régionale des Affaires culturelles, service régional de l'archéologie, Inrap, CNRS, Muséum national d'histoire naturelle, bénévoles, université), assure à cette publication l’indépendance d’esprit nécessaire à l’épanouissement de la recherche.
L'importante activité archéologique en Île-de-France a notamment justifié la création d'un tel support, offrant ainsi aux chercheurs d'institutions variées un nouveau support de diffusion des résultats de leurs travaux.
Chaque numéro de la revue s’attache à garantir une équité territoriale et chronologique indispensable à l’identité d’une publication régionale[réf. souhaitée].